# Mud Lake
Mud Lake és una població dels Estats Units a l'estat d'Idaho. Segons el cens del 2000 tenia 270 habitants.

## Demografia
Segons el cens del 2000, Mud Lake tenia 270 habitants, 85 habitatges, i 65 famílies. La densitat de població era de 613,2 habitants/km².
Dels 85 habitatges en un 47,1% hi vivien nens de menys de 18 anys, en un 68,2% hi vivien parelles casades, en un 7,1% dones solteres, i en un 23,5% no eren unitats familiars. En el 18,8% dels habitatges hi vivien persones soles el 5,9% de les quals corresponia a persones de 65 anys o més que vivien soles. El nombre mitjà de persones vivint en cada habitatge era de 3,18 i el nombre mitjà de persones que vivien en cada família era de 3,74.
Per edats la població es repartia de la següent manera: un 35,6% tenia menys de 18 anys, un 15,6% entre 18 i 24, un 24,1% entre 25 i 44, un 16,7% de 45 a 60 i un 8,1% 65 anys o més.
L'edat mediana era de 24 anys. Per cada 100 dones de 18 o més anys hi havia 107,1 homes.
La renda mediana per habitatge era de 28.194 $ i la renda mediana per família de 29.583 $. Els homes tenien una renda mediana de 30.938 $ mentre que les dones 16.250 $. La renda per capita de la població era d'11.159 $. Aproximadament el 21,7% de les famílies i el 24,8% de la població estaven per davall del llindar de pobresa.

## Poblacions més properes
El següent diagrama mostra les poblacions més properes.